# Turínský autosalon

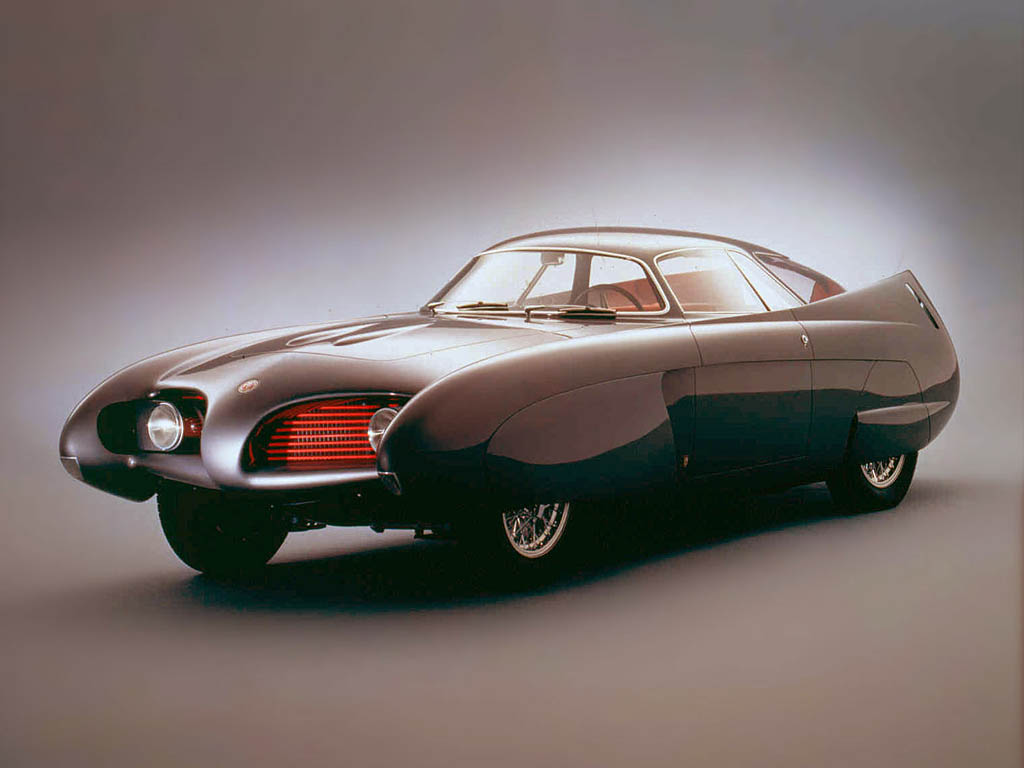
1953:
Alfa Romeo B.A.T. 5

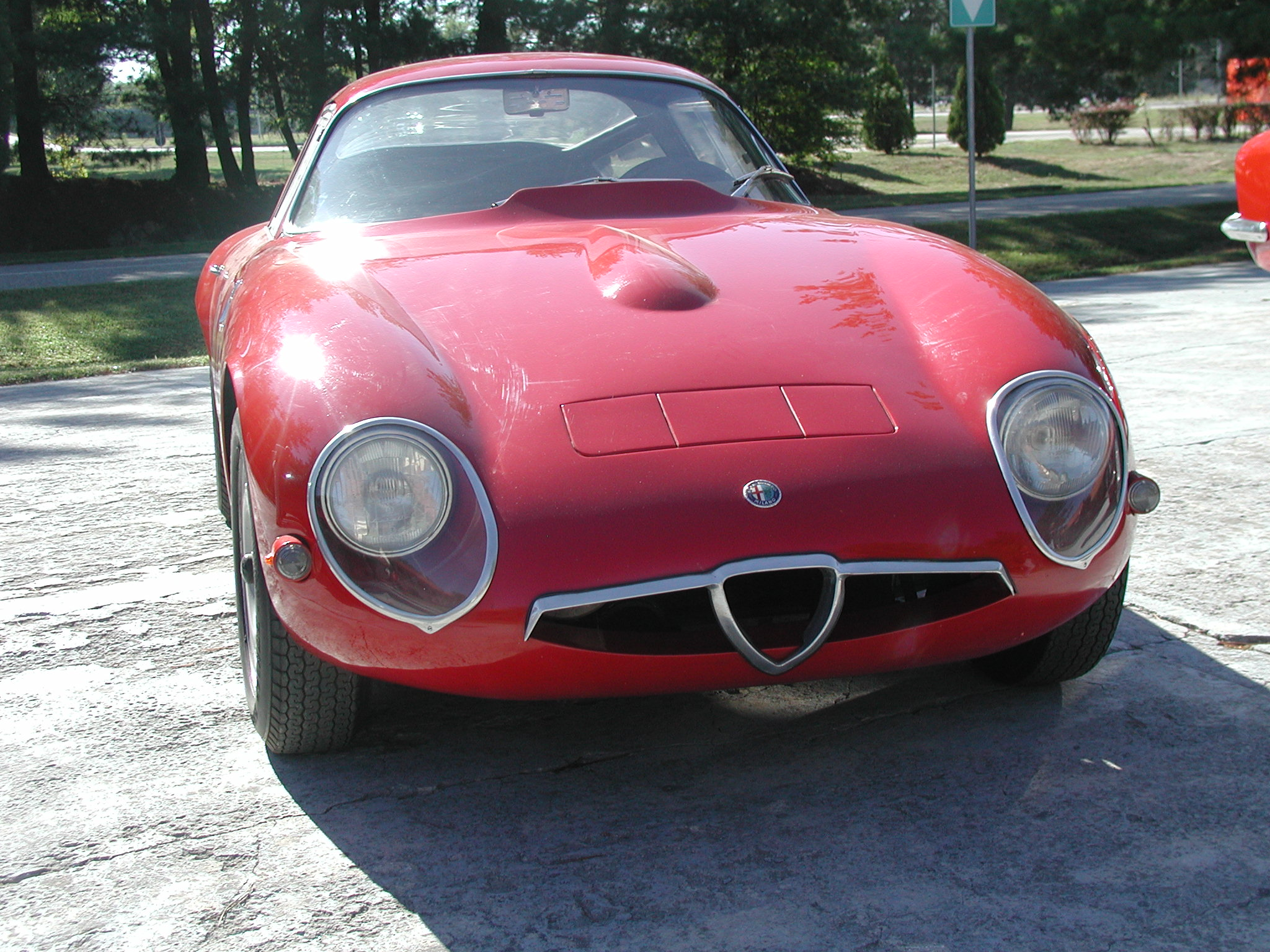
1962:
Alfa Romeo Giulia TZ 1

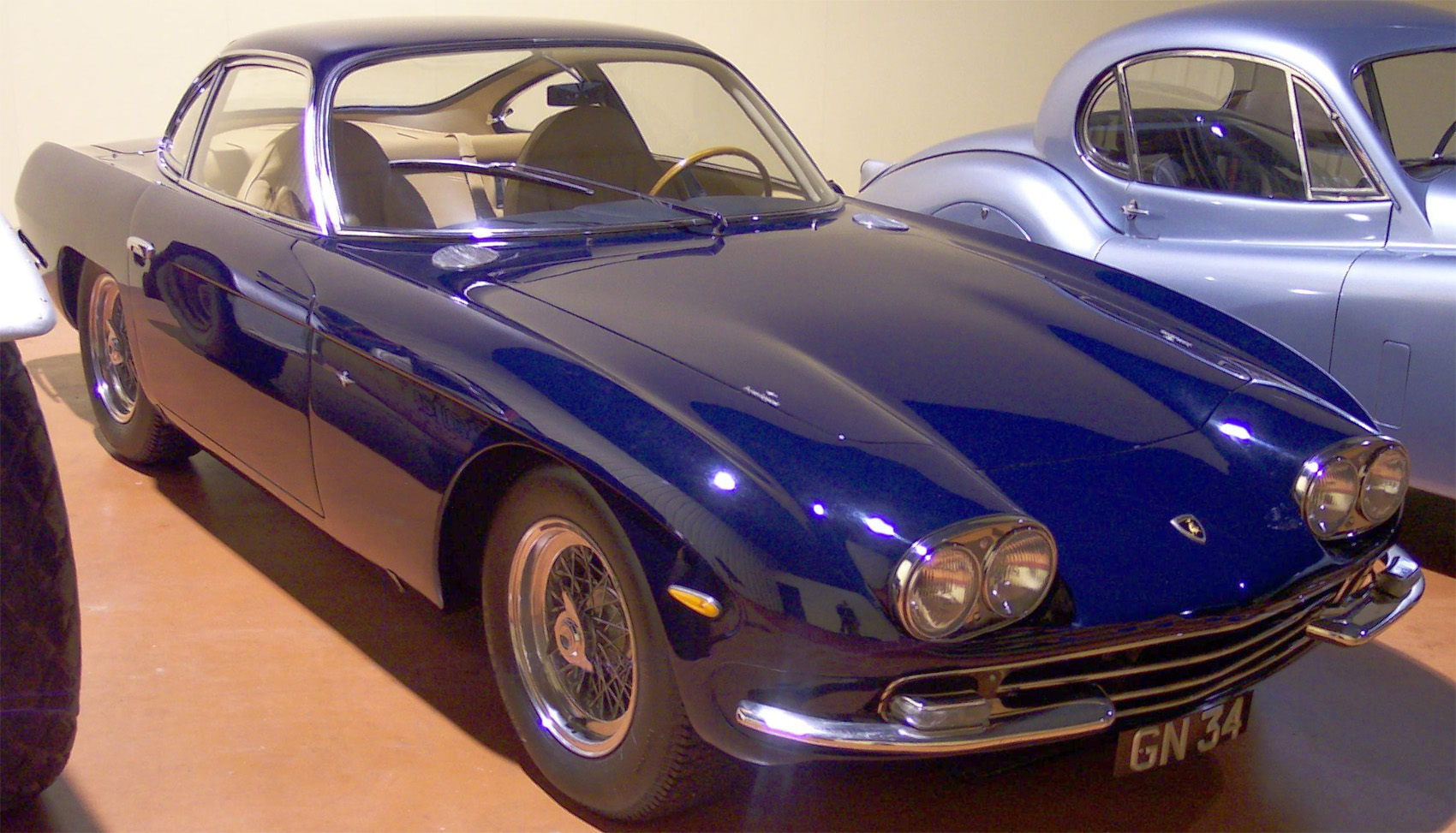
1963:
Lamborghini 350 GT

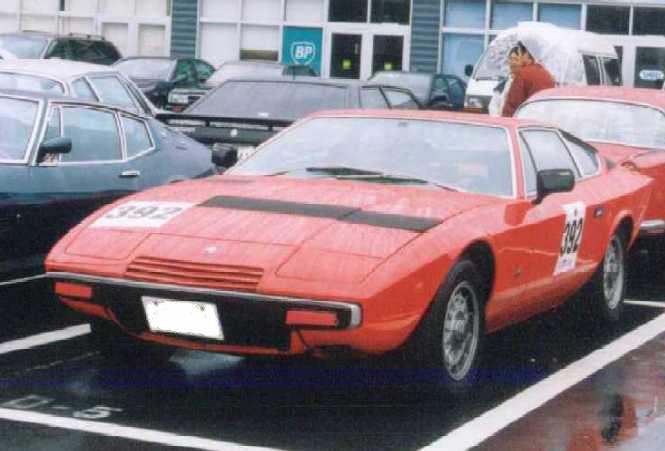
1972:
Maserati Khamsin

Turínský autosalon (Salone dell'automobile di Torino) byla výstava automobilů konaná každoročně v italském Turíně.
Poprvé se konal 21. až 24. dubna 1900 na zámku Valentino, později se přesunul do továrny FIAT Lingotto, která byla přeměněna v komerční a výstavní centrum.
Zpočátku sloužil autosalon především k prezentaci automobilů, prototypů a konceptů italských výrobců a karosářů. Později zde byla představována i zahraniční produkce. V roce 2002 autosalon v Turíně nahradila Bologna Motor Show.
| Rok  | Prezentace novinek (výběr)                                                            |
| ---- | ------------------------------------------------------------------------------------- |
| 1901 | - Dual-Turconi                                                                        |
| 1902 | - Adami Rondini                                                                       |
| 1905 | - Faccioli 12 HP a 16 HP                                                              |
| 1906 | - Fert                                                                                |
| 1907 | - SPA 28/40 HP - Zena                                                                 |
| 1908 | - Franco                                                                              |
| 1947 | - Prototyp vozu Grand-Prix firmy Porsche                                              |
| 1948 | - Fusi Aurora 8                                                                       |
| 1949 | - Porsche-Cisitalia                                                                   |
| 1952 | - Abarth 1500 Biposto Coupé                                                           |
| 1953 | - Prototyp Alfa Romeo B.A.T. 5 - Grignani Microvettura                                |
| 1954 | - Prototyp Alfa Romeo B.A.T. 7 - více než 30 návrhů G. Michelottiho pro různé výrobce |
| 1955 | - Prototyp Alfa Romeo B.A.T. 9                                                        |
| 1956 | - Prototyp Lancia Flaminia                                                            |
| 1959 | - Designový prototyp BMW 3200 Michelotti Vignale                                      |
| 1962 | - Alfa Romeo Giulia TZ 1                                                              |
| 1963 | - Lamborghini 350 GT jako první vůz výrobce - Ghia 230 S - Prototyp Iso Grifo A3/C    |
| 1965 | - Urbanina                                                                            |
| 1966 | - Fiat 124 Spider - Ferves Ranger                                                     |
| 1967 | - Alfa Romeo Tipo 33 Stradale                                                         |
| 1968 | - LMX Sirex 2300                                                                      |
| 1969 | - Super Scoiattolo                                                                    |
| 1970 | - Lancia Stratos                                                                      |
| 1971 | - Alfa Romeo Alfasud - Fontauto Hobbycar                                              |
| 1972 | - Prototyp Maserati Khamsin - Baldi                                                   |
| 1996 | - Premiéra Lancia Kappa Coupé                                                         |
| 1998 | - studie konceptu Lancia Dialogos, pozdější Lancia Thesis                             |
| 2000 | - studie konceptu pozdějšího vozu Ford Streetka                                       |